# 14871 Pyramus
Pyramus (asteróide 14871) é um asteróide da cintura principal, a 2,5453733 UA. Possui uma excentricidade de 0,2276268 e um período orbital de 2 185,17 dias (5,99 anos).
Pyramus tem uma velocidade orbital média de 16,40705318 km/s e uma inclinação de 0,99591º.
Este asteróide foi descoberto em 13 de Outubro de 1990 por Lutz Schmadel, Freimut Börngen.